# Песков, Борис Глебович
Бори́с Гле́бович Песко́в (1909—1944) — русский советский писатель. Участник Великой Отечественной войны.

## Биография
Родился 16 (29) августа 1909 года в Тамбове, в семье рабочего. В родном городе прошли его детство и юность. В школьные годы стал пробовать себя в литературе, начал писать стихи, рассказы, пьесы. По окончании школы поступил в Воронежский педагогический институт.
В 1931 году были опубликованы первые его рассказы. Печатать их взялись некоторые воронежские газеты, а также журнал «Подъём», в котором Песков работал после окончания института. В 1934 году его произведения были включены в воронежский «Альманах молодых писателей». Спустя два года там же, в Воронеже, была издана первая книга его рассказов; во многих из них Песков отразил тамбовские мотивы.
Осенью 1941-го писателя призвали в действующую армию. Сперва он служил солдатом-пехотинцем, потом был направлен в армейскую газету в качестве военного корреспондента. Помимо основной работы, продолжал заниматься литературным творчеством. Свои произведения отправлял с фронта в Воронеж, где в 1943 году вышла в свет очередная его книга «Из фронтового дневника». Впечатления, полученные на войне, стали основой задуманного им романа «Грудь четвёртого человека», который писатель не успел завершить.
16 сентября 1944 года в Эстонии, выполняя очередное задание редакции, Борис Песков погиб. Это произошло в районе города Тырва. Там же он и был похоронен. Посмертно награждён орденом Отечественной войны I степени.
После окончания войны воронежские литераторы собрали произведения погибшего товарища и издали несколько книг: «Избранное», «Годовые кольца» и др. В 1968 году в первом номере журнала «Подъём» были опубликованы фрагменты незавершённого романа писателя «Грудь четвёртого человека».

## Сочинения
- «Сердце бьётся» (Рассказы). — Воронеж, 1941.
- «Из фронтового дневника». — Воронеж, 1943.
- «Рассказы». — Воронеж, 1946.
- «Избранное». — Воронеж, 1951.
- «Годовые кольца» (Избранные произведения). — Воронеж, 1955
- «Грудь четвёртого человека» (Фрагменты из неоконченного романа) // Подъём. — 1968. — № 1. — С. 126—129.

## Награды
- Орден Отечественной войны I степени (посмертно).